# Краљевство Велика Британија
Велика Британија (енгл. Great Britain), званично Краљевство Велика Британија (Kingdom of Great Britain), такође познато као Уједињено Краљевство Велике Британије (United Kingdom of Great Britain), бивша је држава у западној Европи, која је постојала од 1707. до 1801. године. Настала је спајањем Краљевине Шкотске и Краљевине Енглеске по Акту о Унији из 1707, како би била створена једна држава која би обухватала цело острво Велика Британија. Нови јединствени парламент и влада, са седиштем у Вестминстеру у Лондону, су управљали новим краљевством. Два одвојена краљевства Шкотска и Енглеска су имале заједничког владара још од Џејмса VI, који је постао краљ Енглеске 1603. године као Џејмс I, након смрти краљице Елизабете I.
Краљевство Велике Британије је наследило Уједињено Краљевство Велике Британије и Ирске 1801. када је Краљевина Ирска постала део Уједињеног Краљевства по Акту о унији из 1800. након гушења ирског устанка 1798.

## Владари
- Ана од Велике Британије (1707—1714), претходно краљица Енглеске, краљица Шкотске и краљица Ирске од 1702.
- Џорџ I (1714—1727)
- Џорџ II (1727—1760)
- Џорџ III (1760—1801), наставио као краљ Уједињеног Краљевства Велике Британије и Ирске до 1820.